# Mydosis
Mydosis war eine Online-Datenbank für Dosierinformationen von Wirkstoffen in der Pädiatrie. Insbesondere der in der Pädiatrie häufig anzutreffende Off-label- und Unlicensed-use wurde behandelt. Das Mydosis Portal wurde in Zusammenarbeit von der Friedrich-Alexander-Universität Erlangen-Nürnberg und dem Universitätsklinikum Köln betrieben. | Nachfolger ist Netdosis.

## Hintergrund
Viele Arzneimittel sind nicht für Kinder und Jugendliche zugelassen, da keine Daten für diese Patientengruppe erhoben wurden. Die klinische Situation erfordert jedoch in einer Reihe von Fällen, besonders bei sehr schweren oder auch seltenen Krankheiten, die Therapie mit Arzneimitteln, die für diese Altersgruppe nicht zugelassen sind; diese werden dann im so genannten Off-Label-Use angewendet, das heißt außerhalb der für Erwachsene zugelassenen Anwendung. Dem Fehlen von Angaben speziell für Kinder, insbesondere Dosierungsvorschriften, in den offiziellen Produktinformationstexten begegnet die Mydosis Datenbank, die ergänzend Daten aus verschiedenen Quellen zentral zusammenfasst. Über das Mydosis Portal können registrierte Nutzer zur Informationssammlung beitragen und sich in Foren austauschen.

## Prozess
Die Dosierinformationen wurde in einer Zusammenarbeit durch eine Ärzte-Community zusammengetragen und um aktuelle wissenschaftliche Beiträge ergänzt und vervollständigt. Ein integrierter Gutachterprozess stellte die Qualität sicher. Das Portal stellte auch entsprechende Fachinformationen zur Verfügung.

## Weiterverwendung
Mydosis wurde am 15. Juni 2012 abgeschaltet. Nachfolger von Mydosis war Netdosis, das von der Friedrich-Alexander-Universität Erlangen-Nürnberg in Zusammenarbeit mit dem Universitätsklinikum Erlangen betrieben wurde. Unterstützt wurde Netdosis von der Professur für Open-Source-Software der FAU Erlangen-Nürnberg und der Kinder- und Jugendklinik Erlangen. Im September 2013 wurde auch Netdosis abgeschaltet. Die Datenbank soll kommerziell weiterverwendet werden.